# 地球最後の男 (1964年の映画)
『地球最後の男』（ちきゅうさいごのおとこ、The Last Man on Earth）は、SFホラー作家のリチャード・マシスンが1954年に発表した小説 "I Am Legend" （邦題は『吸血鬼』、のち『地球最後の男』、『アイ・アム・レジェンド』と改題）を原作とした1964年公開のイタリア・アメリカ合作のSFホラー映画。日本劇場未公開。マシスンは映画の脚本にも共同脚本として参加したが、その出来に不満だったため、クレジットはローガン・スワンソンという偽名になっている。
撮影はイタリアのローマで行われ、いくつかのショットはエウローパで撮影された。アメリカではアメリカン・インターナショナル・ピクチャーズ配給で公開された。現在、本作はパブリック・ドメインとなっている。2005年9月にはアメリカン・インターナショナル・ピクチャーズ作品のカタログを所有するMGMより、スクイーズ収録のデジタルリマスター版DVDがアメリカで発売された。また、2014年にはシャウト・ファクトリーよりBDが発売された。なお、日本では前述のデジタルリマスター版DVDもBDも共に未発売である。

## あらすじ
時は1968年、吸血鬼のようになってしまう奇病の大流行によって、人間はロバート・モーガン博士ただ一人しか残っていない世界。吸血鬼たちには、陽の光に当たれない、鏡を怖がる、ニンニクを嫌がるという弱点がある。そしてロバートを殺そうといつも狙っているが、幸いにも彼らは弱く、それほど賢くもなかった。ロバートにとって毎日は変わりばえのしない日々だ。朝起きて、陽のある内は武器を持って可能な限り“吸血鬼”を狩り、陽が落ちた夜は家に立てこもりじっとして過ごすのである。
そんな単調な日々の中で、彼はそれまでの出来事を思い出す。伝染病にかかって死んだ娘キャシーは、公衆焼却場で他の数多の死体と同じように燃やされた。その酷い扱いに嘆いた彼は、妻のヴァージニアが同じく伝染病によって死んだ時、妻の死体を人知れず郊外に埋めた。その夜、吸血鬼となって生き返った妻に襲われたロバートは、感染者の死体は心臓に木の杭を打ってとどめを刺した上で死体を焼却しなければならないことを知った。さらにロバートは自分が伝染病にかからない理由を探るうち、自分の血液が病原菌を減殺するのを発見する。彼は、パナマで働いていたときに感染した吸血コウモリに噛まれたことで伝染病のバクテリアに免疫が出来たと仮説を立てた。
ある日、家の近くに1匹の犬が現れる。自分以外の生存者の出現に喜び犬を追うが、犬はどこかへ行ってしまう。それからしばらくして、その犬がけがを負った姿で家の玄関に現れる。ロバートは犬を家に入れて手当てをしてやるが、すぐに犬が感染していることを知る。ロバートは束の間の"友達"に杭を打ち込み、死体を埋めてやる。
日々の中で、ロバートは遠くに生存者らしき女性がいるのを発見する。その女性ルースは、ロバートを見て怖がり逃げてしまうが、ロバートは家に来るようルースを説得して一緒に帰宅する。ロバートがたまたまルースにニンニクを近づけると、ルースは気分が悪くなってしまう。ルースは胃が弱いからと説明するが、本当に感染していないのかロバートは疑う。
ルースが感染しているのではないかというロバートの疑いは、彼女が血液とワクチンを混ぜた症状を抑える薬を注射しようとしているのを発見して、疑いではなくなる。ルースはロバートに打ち明ける。彼女は“感染しているが薬で症状を制御できている人々”の一人で、ロバートのスパイに来たのだ、と。そのワクチンは通常の人間に完全に戻ることが出来るが効果が持続せず、次第にウイルスがまた全身を覆いつくしてしまうという。ルースはさらに語る。我々新人類は現存する吸血鬼を撲滅して新しい社会を造ろうとしている、そしてロバートが日々殺しているのは吸血鬼ではなく我々なのだ、と。
ルースが寝ている間に、ロバートは自分の血液をルースに輸血する。すると瞬く間にルースは完治し、2人は他の新人類も治すことが出来ると希望がわく。しかし新人類がロバートを殺しに家の外へ来る。ルースは、はじめはロバートに銃を向けるが、彼に銃を渡しここから逃げるように言う。新人類がロバートの家に集まってきていた吸血鬼を相手にしている隙に、ロバートは家から逃げ出すことに成功する。
新人類の集団がロバートを追ってくる。ロバートは彼らと銃で応戦し、途中の警察の武器庫で手に入れた催涙弾で追手を遅らせるが被弾してしまう。教会に逃げ込むも彼らに取り囲まれてしまうロバート。彼を生かしてほしいというルースの抗議もむなしく、ロバートは投げられた槍が突き刺さり、祭壇に倒れこむ。ロバートは死ぬ間際、新人類たちを“怪物”と罵り、地球最後の人間は自分だったと言い放ち、絶命する。

## 製作
ハマー・フィルム・プロダクションのプロデューサーであるアンソニー・ハインズがマシスンから映画化権を購入した。マシスン自身が脚本を書いたが、全英映像等級審査機構から製作の許可が下りず、ハインズはアメリカのプロデューサーロバート・L・リッパートに脚本を売却した。リッパートはマシスンからフリッツ・ラングが監督する予定だと聞いていたが、シドニー・サルコウが選ばれることとなった。予算を抑えるため、撮影はイタリアで行われ、主なキャスト・スタッフもイタリア人が雇われた。

## 批評
公開時は成功したとはみなされていなかったが、近年ではクラシック映画として評価が高まってきており、北米の映画情報サイトRotten Tomatoesでは好評が71％に達している（2017年12月現在）。米映画雑誌記者のフィル・ホールは、本作をヴィンセント・プライス出演作のベスト1と評した。
4点満点中3.5点を賞した "Films as Art" のダニエル・グリフィンは、「シドニー・サルコウとウバルド・ラゴーナ監督、それに痛切でまっすぐな演技をしたヴィンセント・プライスらは、作品の印象を強調した白と黒の明瞭な映像を使うことによって、正真正銘のぞっとする寒気を想起させることに成功した」と評した。
否定的な評では、“シネファンタスティック”のスティーブ・ビウッドロースキーは「この映画は明らかに低予算で、ポストプロダクションによって録音されたいくつかの台詞は貧相でアマチュア感を強めており、それらに阻害され物語の力強さが損なわれている」と評し、"シカゴ・リーダー"紙のジョナサン・ローゼンバウムは「1971年に作られたチャールトン・ヘストン主演のリメイク『地球最後の男オメガマン』よりはいくらかましな点はあるが、成功しているとは言えない」と評した。
映画製作に関わった者の意見として、主演のプライスは「私はこの映画が大好きだ。『地球最後の男オメガマン』よりずっといい」と後に述懐した。原作者であり映画の共同脚本も担ったマシスンは映画の出来に満足できなかったが、映画の印税を得るためにはクレジットせざるを得なかったため、ローガン・スワンソンという偽名を使用した。ローガンは妻の母に使役したメイドの、スワンソンは自身の母のメイドの名前であった。マシスンは本作について「この映画にはがっかりした。私が書いたストーリーにほぼ沿った形であったにもかかわらずだ。私は自分の手がけた作品で演じたプライスはどれも大好きだが、この映画だけはミスキャストだと思う。それに監督の演出力が乏しかった。」と評した。

## キャスト
- ロバート・モーガン - ヴィンセント・プライス
- ルース・コリンズ - フランカ・ベットーヤ
- ヴァージニア・モーガン - エマ・ダニエリ
- ベン・コルトマン - ジャコモ・ロッシ＝スチュアート
- キャシー・モーガン - クリスティ・コートランド
- Carolyn De Fonseca：英語版ではルースの声を彼女が吹き替えているが、クレジットされていない。
- Giuseppe Mattei：生存者達のリーダーを演じているが、クレジットされていない。

## スタッフ
- 監督 - ウバルド・ラゴーナ、シドニー・サルコウ
- 脚本 - フリオ・M・メノッティ、ウバルド・ラゴナ、ウィリアム・レイセスター、リチャード・マシスン（ローガン・スワンソン名義）
- 原作 -  "I Am Legend" リチャード・マシスン著
- 製作総指揮 - サミュエル・Z・アーコフ
- 製作 - ロバート・L・リッパート、ハロルド・E・ノックス
- 撮影 - フランコ・デリ・コリ
- 編集 - ジーン・ルジェイロ、フランカ・シルヴィ
- 音楽 - ポール・ソーテル、バート・シェフター

米・伊合作／シネマスコープ／モノクロ／モノラル／86分

## 同一原作を映画化した作品
- 地球最後の男オメガマン（The Omega Man） 1971年（アメリカ） 監督：ボリス・セイガル、主演：チャールトン・ヘストン
- アイ・アム・レジェンド（I Am Legend） 2007年（アメリカ） 監督：フランシス・ローレンス、主演：ウィル・スミス